# Ulrica Leonor da Suécia
Ulrica Leonor (em sueco:  Ulrika Eleonora; Estocolmo, 23 de janeiro de 1688 – Estocolmo, 24 de novembro de 1741) foi a Rainha da Suécia de 1719 até 1720, ano da sua abdicação em favor de seu marido, Frederico I. A partir de então, foi rainha consorte até sua morte em 1741. Era filha do rei Carlos XI da Suécia e de sua esposa Ulrica Leonor da Dinamarca, e também irmã do rei Carlos XII da Suécia.
  O seu curto reinado ficou marcado pela tensão resultante do carácter autoritário da soberana e a nova situação resultante da abolição da monarquia absoluta pelo parlamento da Suécia em 1720.                                                                                                                    

## Biografia
Ulrica Leonor era filha mais nova do rei Carlos XI da Suécia e de Ulrica Leonor da Dinamarca, filha do rei Frederico III da Dinamarca. Era era irmã do rei Carlos XII da Suécia, que não se casou. Depois da morte de sua irmã mais velha, a princesa Edviges Sofia, em 1708, ela tornou-se herdeira ao trono sueco. Em 1715, Ulrica Leonor desposou o calvinista Frederico de Hesse-Cassel, apesar de seu irmão achar que o casamento iria pôr em risco sua sucessão. A devoção que tinha por Frederico a fez ficar subordinada às ambições do marido. Em 1718, com a morte de Carlos XII, Ulrica tornou-se rainha, mas abdicou dois anos depois em nome de seu marido.
Ainda no ano de 1718, enquanto a rainha competia com seu sobrinho, Carlos Frederico de Holsácia-Gottorp, pela coroa, ela e seu marido vieram a ser influenciados pelas forças parlamentares anti-absolutistas, lideradas pelo conde Arvid Horn. Frederico I desistiu da maioria de seus poderes e os concedeu ao parlamento, formado por membros da nobreza, inaugurando a Era de Liberdade na Suécia. Ulrica Leonor morreu de varíola em 1741, sem deixar filhos e decepcionada com Frederico, que tinha três filhos bastardos com sua amante Hedvig Taube.